# Димитрис Басис
Димитрис Басис (на гръцки: Δημήτρης Μπάσης) е популярен гръцки певец.

## Биография
Роден е на 4 април 1970 година в град Щутгарт, Германия. Родителите му са от кукушкото село Хърсово (Херсо). Когато Басис е на осем години, родителите му решават да се върнат обратно в Хърсово, където живее след това.
Има издадени множество албуми.